# Præstbjerg
Præstbjerg er et stort kuperet vestjysk hedeområde i Vind Sogn beliggende nogle få kilometer nord for Ørnhøj ved primærrute 11.
Området har en varieret natur med såvel hede som egekrat, skov, samt Præstbjerg Sø i starten af Fuglkær Å, og Præstbjerg Bæk. I den østlige del af området, hvor bl.a. søen findes, finder man Præstbjerg Naturcenter, der er et rekreativt område på 176 hektar med lejrplads, naturlegeplads, undervisningslokaler, samt et omfattende stisystem. Centeret, der blev indviet i 2003, har stier egnede til kørestolsbrugere og gangbesværede personer.
Bakken Præstbjerg på 93 m.o.h. er beliggende i området.